# AG-043突击步枪
AG-043（АГ-043）是苏联紧凑型全自动突击步枪或卡宾枪，使用5.45×39mm子弹，于1975年开发。该枪是早期AO-31和其类似枪支的衍生物，也是西蒙诺夫对AK的改版。
AG-043有折叠枪托；具有固定枪托的版本被命名为AG-042。这两款步枪均由西蒙诺夫设计，当时GRAU受美国在越南战争使用XM177经验的启发，推出了现代计划，旨在采用能够自动射击的卡宾枪。卡拉什尼科夫的AKS-74U赢得了苏联的此次设计竞赛。